# 斯氏扁口油鯰
斯氏扁口油鯰，為輻鰭魚綱鯰形目長鬚鯰科的其中一種，分布於南美洲亞馬遜河流域，本魚體細長側扁，吻部扁而細長，末端成錐狀往上翹，第1對觸鬚約體長3倍，體上半部灰褐色，腹部白色，體長可達40公分，棲息在河川底層水域，屬肉食性，生活習性不明，可做為食用魚及觀賞魚，水族界俗稱狐狸鴨嘴。